# Spencer Chamberlain
Spencer Chamberlain (Chapel Hill, Carolina del Norte; 4 de enero de 1983) es el actual vocalista de la banda Metalcore, Underoath radicado en Tampa, Florida.

## Biografía
Fue educado en Greensboro, Carolina del Norte, con su madre y su hermano mayor, Phil. Los padres de Chamberlain se divorciaron cuando él estaba en la escuela primaria y en la adolescencia él luchaba contra el abuso de drogas y alcohol. Él dijo a Alternative Press, ¿Tu sabes que hay gente que tiene una buena familia y una novia que lo apoya?" El sustituía todo eso con las drogas. Ésa era su debilidad. Él continuó luchando contra las drogas, hasta que un pastor lo introdujo al cristianismo. Chamberlain dice que el álbum Define the Great Line define muy bien su lucha contra las drogas. En una entrevista para Alternative Press, Spencer dijo que Sean Faubus, es la razón por la que él puede estar sin drogas. Él también dijo que: sin Sean y sin Dios, apenas no sé lo que haría, él es la razón por la que vivo hoy. Lo amo.

## Música

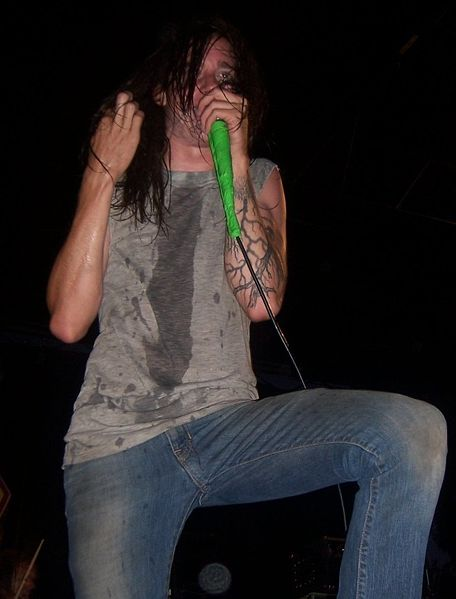
Spencer Chamberlain actuando en el Festival Cornerstone 2006

Recibió su primera guitarra cuando estaba en el 4.º o 5.º grado y ha continuado tocando. Chamberlain se interesó por las guitarras gracias a que admiraba a la banda de Heavy metal, Pantera. A los 12 años, tocaba en bandas junto a su hermano, Phill Chamberlain.

### Underoath
A fines del año 2003, el cantante Dallas Taylor dejó de la banda. Entonces durante el College Music Journal durante octubre, Underoath presentó a Spencer como su nuevo vocalista ya que este cumplía con las expectativas de la banda, y su incorporación Underoath fue un éxito.
Spencer ha lanzado 5 discos de estudio con Underoath, siendo el último (séptimo de la banda)  (Erase Me).

## Discografía
Con Underoath
- They're Only Chasing Safety (2004)
- Define the Great Line (2006)
- Lost In The Sound Of Separation (2008)
- Ø (Disambiguation) (2010)
- Erase Me (2018)
- Voyeurist (2022)
- The Place After This One (2025)

con Sleepwave
- Broken Compass (2014)

## Colaboraciones
• Colaboró con la banda de deathcore Brand Of Sacrifice en la canción del sencillo Enemy
• Al igual que con Brand Of Sacrifice, también colaboró con Breaking Benjamin en la canción Red Cold River del álbum Aurora
• Con su grupo Underoath en A Bad Residential de Magdalene Rose